# Jan Madejczyk
Jan Madejczyk (ur. 26 listopada 1880 we Wróblowej, zm. 16 lutego 1966 tamże) – polski rolnik, polityk, działacz ruchu ludowego, w latach 1922-1935 poseł na Sejm II RP. 

## Życiorys
Pochodził z chłopskiej rodziny ojciec Józef (zm. 1912), matka Katarzyna z domu Szot (zm. 1954), Jan miał 9 braci, jeden z nich, Andrzej zginął w 1915 na froncie I wojny światowej. Uczęszczał do szkoły ludowej w Kołaczycach przez 2 lata i 3 miesiące, dużą wiedzę zdobył drogą samokształcenia. 
Bardzo wcześnie zetknął się z ruchem ludowym. W roku 1900 został sekretarzem gminy, potem odbywał służbę w wojsku austriackim. Po powrocie z końcem 1904 na wieś pracował na roli. W roku 1907 został członkiem Rady Powiatowej w Jaśle i był nim do roku 1939. Doprowadził do wybudowania szkoły w 1910 w rodzinnej wsi. Działał w różnych organizacjach spółdzielczych: był w 1908 roku współzałożycielem Kasy Stefczyka w Brzyskach i przewodniczącym jej rady nadzorczej, członkiem rady nadzorczej dwu spółdzielni w Jaśle i spółdzielni w Kołaczycach gdzie był prezesem oraz działał w Towarzystwie Zaliczkowym w Jaśle. Pracował także jako instruktor kółek rolniczych. W czasie rozłamu w ruchu ludowym opowiedział się po stronie Polskiego Stronnictwo Ludowego „Piast”. 
W latach I wojny światowej 1914–1918 pełnił funkcje sekretarza gminy w siedmiu okolicznych wioskach. W roku 1918 wszedł jako przedstawiciel PSL-Piast do Powiatowej Rady Przybocznej przy Komisarzu Likwidacyjnym w Jaśle. Najbardziej aktywna działalność polityczna przypada na okres międzywojenny. Był trzykrotnie wybierany posłem na Sejm w kadencjach: 1922–1927, 1928–1930 i 1930–1935, za każdym razem z listy PSL-Piast i z okręgu Jasło–Mielec–Tarnobrzeg. W Sejmie I kadencji był zastępcą przewodniczącego komisji petycyjnej. Przemawiał kilkakrotnie w sprawie preliminarza budżetowego Ministerstwa Rolnictwa i pomocy dla ludności z powodu klęsk elementarnych. W Sejmie w latach 1928–1930 jego działalność znacznie się zwiększyła. Antysanacyjna działalność doprowadziła do aresztowania go w roku 1930 i osadzenia na 2 tygodnie w więzieniu w Jaśle pod zarzutem zdrady stanu. Na dzień wyborów wypuszczono go jednak z więzienia. W Sejmie 1930–1935 był wiceprezesem klubu poselskiego PSL-Piast, a potem wiceprezesem zjednoczonego ludowego klubu poselskiego. Przemawiał m.in. 13 grudnia 1932 uzasadniające nagłość wniosku Stronnictwa Ludowego w sprawie krwawej masakry chłopów w Łapanowie, Lubli i Jadowie oraz katowania aresztowanych przez policję. Jego odważne wystąpienia przyczyniły się do wydania go przez sanacyjną większość sejmową władzom sądowym i skazanie na 2 tygodnie aresztu. W roku 1937 obchodził jubileusz trzydziestolecia działalności politycznej, wtedy właśnie wybuchł strajk chłopski, którym kierował w powiecie jasielskim. Zasiadał we władzach PSL-Piast i w latach 1927–1931 wchodził do jego Rady Naczelnej, a od roku 1927 należał do Zarządu Głównego, w roku 1930 został wiceprezesem Zarządu. Od roku 1931 był członkiem Rady Naczelnej Stronnictwa Ludowego, członkiem Zarządu Okręgowego Stronnictwa Ludowego na Małopolskę i Śląsk, a w latach 1937–1938 jego tymczasowym prezesem. W latach 1919–1935 był wójtem we Wróblowej, a od 1937 roku wójtem w Kołaczycach, gdzie w latach 1945-1952 był przewodniczącym rady nadzorczej spółdzielni "Ostoja". W roku 1938 był członkiem delegacji do prezydenta Ignacego Mościckiego do Spały, w której domagał się amnestii dla Wincentego Witosa i zmian w systemie rządzenia. Wizyta ta osiągnęła jedynie uwolnienie niektórych chłopów skazanych za udział w strajku 1937 r. 
W okresie II wojny światowej przebywał przez krótki czas w więzieniu, aresztowany za ukrywającego się syna. W latach 1945–48 członek Powiatowej Rady Narodowej w Jaśle. Do końca życia interesował się działalnością polityczną, a także sprawami oświaty, spółdzielczości, kółek rolniczych. Jest autorem „Wspomnień” wydanych w 1965. 
Zmarł 16 lutego 1966 we Wróblowej. Został pochowany został na cmentarzu w Brzysce.

## Ordery i odznaczenia
- Krzyżem Komandorskim Orderu Odrodzenia Polski (1955)
- Złotym Krzyżem Zasługi (1957)
- Medalem 10-lecia Polski Ludowej (1954)